# Делер Парк
«Делер Парк» (англ. Dehler Park) — многофункциональный стадион в Биллингсе, штат Монтана. Он заменил старый Кобб-филд, который был снесён в 2007 году. Построен для бейсбольной команды «Биллингс Мустангс», выступающей в независимой Лиге пионеров, а также для бейсбольной команды Университета штата Монтана в Биллингсе, но также предназначен для других спортивных мероприятий, концертов на открытом воздухе, фестивалей и общественных мероприятий.
Строительство началось 22 марта 2007 года. Название стадиона было выбрано местным бизнесменом Джоном Делером, который приобрел права на него и отдал таким образом честь своему отцу, Билли Джо Делеру. Экспозиция поля (от домашней площадки до второй базы) северо-восточная, покрытие травяное, сам боллпарк расположен на высоте приблизительно 3150 футов (960 м) над уровнем моря. Боллпарк сохранил некоторые элементы Кобб-филд: ряд зрительских трибун внизу правого филда состоят из скамеек, которые использовались на старом стадионе. Кроме 3071 сидячих места непосредственно на трибунах, «Делер Парк» также способен вместить более 2500 стоячих зрителей.
Первое мероприятие на стадионе состоялось в день открытия 29 июня 2008 года; им стал матч команд Американского легиона «Биллингс Скарлетс» и «Бозмен Бакс». «Бакс» вели со счетом 10:3, когда игра была приостановлена после семи иннингов из-за неполадок с освещением. Матч был завершён следующим вечером на другом местном боллпарке «Пирц-филд». 30 июня парк принимал чемпионские матчи местной Маленькой лиги, а 1 июля «Биллингс Мустангс» и «Грейт-Фолз Вояджерс» встретились в первом профессиональном матче на «Делер Парк». «Мустангс» выиграли игру под проливным дождем со счетом 9:7, а матч был отмечен гранд-слэмом Майкла Константи, за чем наблюдали 3749 человек.
11 августа 2010 года на «Делер Парк» прошёл концерт Боба Дилана и Джона Мелленкампа. В 2021 году на боллпарке проходили съёмки рекламы GEICO.